# كاميلا ميزا
كاميلا ميزا (بالإسبانية: Camila Meza)‏ هي موسيقية تشيلية، ولدت في 22 يوليو 1985 في سانتياغو في تشيلي.

## وصلات خارجية
- كاميلا ميزا على موقع ميوزك برينز (الإنجليزية)
- كاميلا ميزا على موقع أول ميوزيك (الإنجليزية)
- كاميلا ميزا على موقع ديسكوغز (الإنجليزية)

- الموقع الرسمي